# 마이엔펠트
마이엔펠트(독일어: Maienfeld)는 스위스 그라우뷘덴주에 위치한 도시로, 면적은 32.33km2, 높이는 635m, 인구는 2,554명(2010년 기준), 인구 밀도는 79명/km2이다.
선사 시대 청동기 유적이 남아 있으며 로마 제국의 침공 이후부터 사람이 살았다. 831년 루피니스(Lupinis)라는 이름으로 처음 등장한 뒤부터 여러 차례 이름이 바뀌었고 1295년 지금과 같은 이름으로 남았다. 1346년 처음으로 도시로 기록되었다. 요하나 슈피리의 소설 《하이디》의 배경이 된 곳으로 널리 알려져 있으며 특산품은 포도주이다.

## 인구통계
마이엔펠트의 인구(2020년 12월 기준)는 3,029명이다. 2015년 기준으로 인구의 11.0%가 거주하는 외국인이다. 지난 5년(2010-2015) 동안 인구는 8.34%의 비율로 변경되었다. 2015년 시정촌의 출생률은 9.4명이었고 사망률은 인구 1000명당 10.2명이었다.
2015년에 마이엔펠트에는 1,238개의 개인 가구가 있었고 평균 가구 규모는 2.21명이었다. 2015년에 지자체의 모든 건물 중 약 51.3%가 단독 주택이었다. 2000년 시정촌의 582채의 주거동 중 단독주택이 약 49.3%, 다가구 주택이 25.1%였다. 또한 1919년 이전에 건설된 건물의 약 30.6%, 1991년에서 2000년 사이에 19.8%가 건설되었다. 2014년 인구 1000명당 신규 주택 건설 비율은 1.82이다. 2016년 시정촌 공실률은 4.29%였다.

2000년 기준, 인구의 대부분은 독일어(92.1%)를 사용하며, 포르투갈어가 두 번째로 많이 사용(1.5%)되고, 로만슈어가 세 번째(1.4%)로 사용된다.
2000년 기준으로 인구의 성별 분포는 남성 50.1%, 여성 49.9%였다. 2015년 기준으로 아동·청소년(0~19세)은 인구의 19.4%, 성인(20~64세)은 62.0%, 노인(64세 이상)은 18.6%. 2015년에는 1,204명의 독신 거주자, 1,180명의 기혼 또는 동거인, 158명의 미망인, 225명의 이혼한 거주자가 있었다.
역사적 인구는 다음의 차트와 같다:

### 종교
2000년 인구 조사에 따르면 689명(29.1%)이 로마 가톨릭 신자이고, 1,384명(58.4%)이 스위스 개혁 교회에 속해 있다. 나머지 인구 중 정교회에 속한 사람은 20명(인구의 약 0.84%)이고, 다른 기독교 교회에 속한 사람은 32명(인구의 약 1.35%)이다. 이슬람교인은 35명(인구의 약 1.48%)이다. 다른 교회에 속해 있는 5명의 개인(또는 인구의 약 0.21%)이 있으며(인구 조사에 나열되지 않음), 129명(또는 인구의 약 5.45%)이 어떤 교회에도 속하지 않고, 불가지론자 또는 무신론자이며, 74명의 개인( 또는 인구의 약 3.13%)가 질문에 대답하지 않았다.

## 교육
마이엔펠트에서는 인구의 약 79.1%(25-64세 사이)가 비필수 고등교육 또는 추가 고등교육(대학 또는 응용학문대학)을 완료했다.

## 경제
마이엔펠트는 농업과 3차 산업이 혼합된 지역 사회로 농업과 3차 산업이 경제에서 중요한 역할을 하는 자치제이다.
2014년 기준으로 지자체에 고용된 사람은 총 1,750명이다. 이중 1차 경제 부문의 57개 기업에서 총 173명이 근무했다. 2 차 부문 은 52개의 개별 사업에서 499명의 근로자를 고용했다. 2차 부문 직원의 소수(24.8%)는 매우 작은 사업체에서 일했다. 총 228명의 직원이 있는 10개의 중소기업과 2개의 총 147명의 직원이 있는 중소기업이 있었다. 마지막으로, 3차 부문 은 227개 기업에서 1,078개의 일자리를 제공했다. 직원 수 300명 규모의 중소기업이 14개, 직원 수 258명인 중소기업이 3개였다.
2015년에는 전체 인구의 1.8%가 사회 지원을 받았다. 2011년에 지방 자치 단체의 실업률은 1.5%였다.
2015년 국내 호텔은 총 28,619건의 숙박을 했으며, 그 중 47.1%가 해외 방문객이었다.
2015년 기준 CHF 80,000를 버는 두 자녀를 둔 부부의 시 평균 세율  은 3.3%인 반면, CHF 150,000를 버는 독신자의 세율은 14.1%였다. 주의 평균 세율은 CHF 80,000이고, 평균 세율은 CHF 150,000이다. 2013년에 납세자 1인당 지자체 평균 소득은 CHF 85,722이고, 1인당 평균은 CHF 43,132로, 이는 각각 CHF 69,964 및 CHF 33,075보다 크다. 또한 전국 납세자 1인당 평균 CHF보다 크다. 82,682이고 1인당 평균 CHF 35,825이다.

## 사진

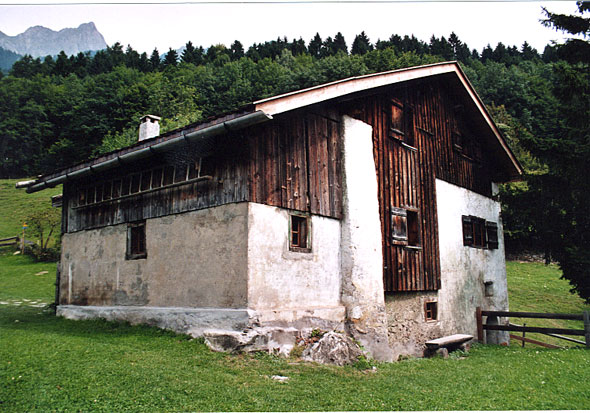
마이엔펠트에 있는 하이디하우스